# Сливниця (Поседар'є)
Сливниця (хорв. Slivnica) — населений пункт у Хорватії, в Задарській жупанії у складі громади Поседар'є.

## Населення
Населення за даними перепису 2011 року становило 834 осіб.
Динаміка чисельності населення поселення:

## Клімат
Середня річна температура становить 13,91 °C, середня максимальна – 27,54 °C, а середня мінімальна – 1,41 °C. Середня річна кількість опадів – 940 мм.
| Клімат поселення                              | Клімат поселення | Клімат поселення | Клімат поселення | Клімат поселення | Клімат поселення | Клімат поселення | Клімат поселення | Клімат поселення | Клімат поселення | Клімат поселення | Клімат поселення | Клімат поселення | Клімат поселення |
| Показник                                      | Січ.             | Лют.             | Бер.             | Квіт.            | Трав.            | Черв.            | Лип.             | Серп.            | Вер.             | Жовт.            | Лист.            | Груд.            |                  |
| Середній максимум, °C                         | 9,40             | 10,12            | 12,89            | 16,04            | 20,70            | 24,41            | 27,54            | 27,15            | 23,26            | 18,69            | 13,31            | 10,50            |                  |
| Середня температура, °C                       | 5,41             | 6,12             | 8,89             | 12,05            | 16,71            | 20,42            | 23,69            | 23,29            | 19,40            | 14,84            | 9,46             | 6,64             |                  |
| Середній мінімум, °C                          | 1,41             | 2,12             | 4,89             | 8,06             | 12,72            | 16,42            | 19,84            | 19,44            | 15,56            | 11,00            | 5,60             | 2,79             |                  |
| Норма опадів, мм                              | 76               | 68               | 72               | 77               | 72               | 61               | 38               | 55               | 102              | 110              | 112              | 97               |                  |
| Середньомісячна швидкість вітру, м/с          | 2.82             | 2.93             | 3.11             | 2.97             | 2.59             | 2.40             | 2.42             | 2.31             | 2.52             | 2.64             | 3.17             | 3.09             |                  |
| Середньомісячна сонячна радіація, кДж/м²·день | 4976             | 7638             | 11204            | 16014            | 20176            | 22375            | 24048            | 20923            | 15402            | 9775             | 5352             | 4208             |                  |
| --------------------------------------------- | ---------------- | ---------------- | ---------------- | ---------------- | ---------------- | ---------------- | ---------------- | ---------------- | ---------------- | ---------------- | ---------------- | ---------------- | ---------------- |
| Джерело:                                      |                  |                  |                  |                  |                  |                  |                  |                  |                  |                  |                  |                  |                  |